# Kong Frederik VIII gæster Aarhus
Kong Frederik VIII gæster Aarhus je dánský němý film z roku 1906. Film trvá zhruba 5 minut.

## Děj
Film zachycuje dánského krále Frederika VIII., jak slavnostně přijíždí na královské lodi do přístavu Aarhusu.